# Митрополичий собор (Яссы)
Митрополичий собор (рум. Catedrala Mitropolitană; собор Святой Параскевы, Сретения Господня и Святого Мученика Георгия рум. Catedrala cu hramul Sfânta Parascheva, Întâmpinarea Domnului și Sfântul Mucenic Gheorghe) — кафедральный собор Ясской архиепископии и Молдавско-Буковинской митрополии Румынской православной церкви. Собор входит в список исторических памятников Румынии (IS-II-m-A-04069.01). 
В соборе хранятся мощи преподобной Параскевы Сербской, что делает его одним из самых популярных мест паломничества в Румынии.

## История
На месте нынешнего собора ранее располагались Белая церковь XV века и Сретенская церковь XVII века. Идея строительства собора принадлежит митрополиту Молдавскому Вениамину (Костаки), который сумел убедить господаря Молдавии Иоанна Санду Стурдзу издать указ о строительстве храма 8 августа 1826 года. Строительные работы только в 1833 году. Проект собора разработан венскими архитекторами Иоганном и Густавом Фрейвальдами в неоклассическом стиле. Работы интенсивно продолжались до 1841 года, в последние годы под руководством русского архитектора Сунгурова. В 1842 году митрополит Вениамин был вынужден оставить кафедру и строительство прекратилось. 23 мая 1857 года обрушился центральный свод храма и он пролежал в руинах несколько десятилетий.
В 1880 году митрополит Иосиф (Наниеску) просит румынские власти возобновить строительство и 15 апреля 1880 года заложен второй краеугольный камень. Проект был переработан ректором Бухарестского университета Александру Орэску. От массивного центрального купола было решено отказаться в пользу системы из четырёх сводов, разделённых поперечными арками. Также были добавлены два ряда колонн, разделивших основное пространство на главный неф и два боковых прохода.  Стены храмы расписал художник Георге Таттареску. Освящение собора состоялось 23 апреля 1887 года в присутствии королевской семьи.
На третий день Рождества 1888 года (по юлианскому календарю) в Ясском Трёхсвятительском монастыре вспыхнул пожар, поэтому 9 января 1889 года митрополит Иосиф принимает решение перенести уцелевшие мощи Параскевы Сербской в собор, где они хранятся и ныне.